# Thelotrema fissiporum
Thelotrema fissiporum är en lavart som beskrevs av Hale 1974. Thelotrema fissiporum ingår i släktet Thelotrema och familjen Thelotremataceae.   Inga underarter finns listade i Catalogue of Life.